# National Bank Open 2024
Die National Bank Open 2024 waren ein Tennisturnier der WTA Tour 2024 für Damen in Toronto sowie ein Tennisturnier der ATP Tour 2024 für Herren in Montreal, das vom 6. bis 12. August 2024 stattfand, und Teil der US Open Series 2024 war.

## Herren
→ Hauptartikel: National Bank Open 2024/Herren
→ Qualifikation: National Bank Open 2024/Herren/Qualifikation

## Damen
→ Hauptartikel: National Bank Open 2024/Damen
→ Qualifikation: National Bank Open 2024/Damen/Qualifikation